# Hiland Hall

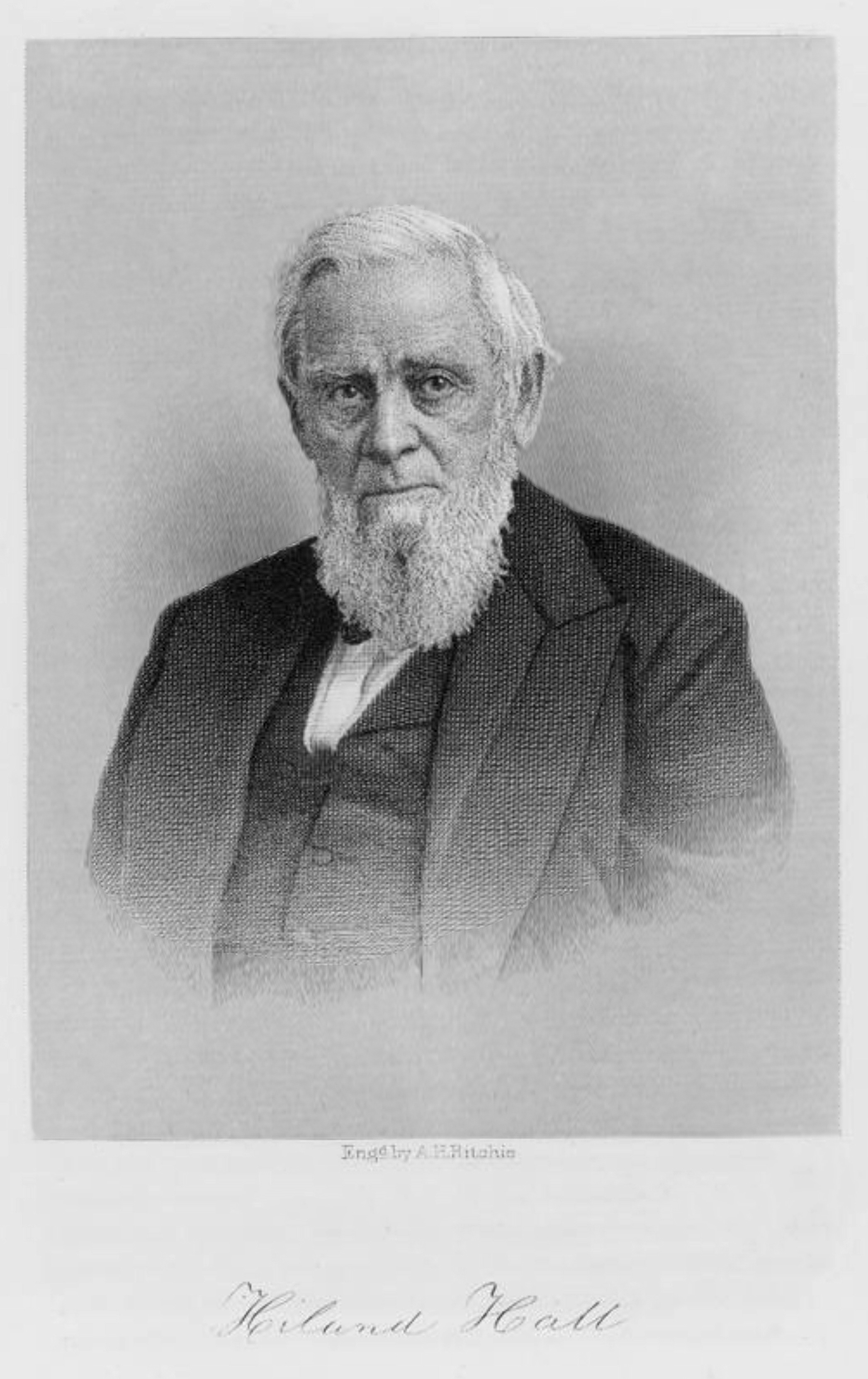
Hiland Hall

Hiland Hall (* 20. Juli 1795 in Bennington, Vermont; † 18. Dezember 1885 in Springfield, Massachusetts) war ein US-amerikanischer Jurist und Politiker.
Nach dem Schulbesuch und einem Jura-Studium wurde Hall 1819 in die Anwaltskammer aufgenommen und begann in seiner Heimatstadt Bennington zu praktizieren. Politisch betätigte er sich ab 1827, als er ins Repräsentantenhaus von Vermont gewählt wurde. Von 1828 bis 1829 war er im Bennington County als Chef der Verwaltung (County clerk) tätig; ebenfalls 1828 wurde er Staatsanwalt in diesem County, was er bis 1831 blieb.
1832 wurde Hiland Hall für die National Republican Party ins US-Repräsentantenhaus gewählt, wo er den Platz des verstorbenen Jonathan Hunt einnahm. Er konnte seinen Sitz viermal verteidigen, wechselte aber während dieser Zeit von den in Auflösung begriffenen Nationalen Republikanern zur Whig Party. Während seiner letzten Amtsperiode von 1841 bis 1843 war er Vorsitzender des Committee on Revolutionary Claims. 1842 trat er nicht zur Wiederwahl an.
In der Folge hatte Hiland Hall diverse öffentliche Ämter inne. So war er von 1843 bis 1846 als staatlicher Bankkommissar tätig; im Anschluss war er bis 1850 Richter am Vermont Supreme Court. Von 1850 bis 1851 bekleidete er eine leitende Funktion im US-Finanzministerium, ehe er bis 1854 den Posten eines Beauftragten für öffentliche Flächen in Kalifornien innehatte.
In die aktive Politik kehrte der mittlerweile zu den Republikanern gewechselte Hiland Hall noch einmal 1858 zurück, als er zum Gouverneur seines Heimatstaats Vermont gewählt wurde. Nachdem er 1860 aus diesem Amt ausgeschieden war, beteiligte sich Hall, der ein Gegner der Sklaverei war, an einem 1861 in Washington abgehaltenen Friedenskovent, der sich vergeblich bemühte, den Bürgerkrieg abzuwenden.